# Leichtathletik-Europameisterschaften 1990/10.000 m der Männer

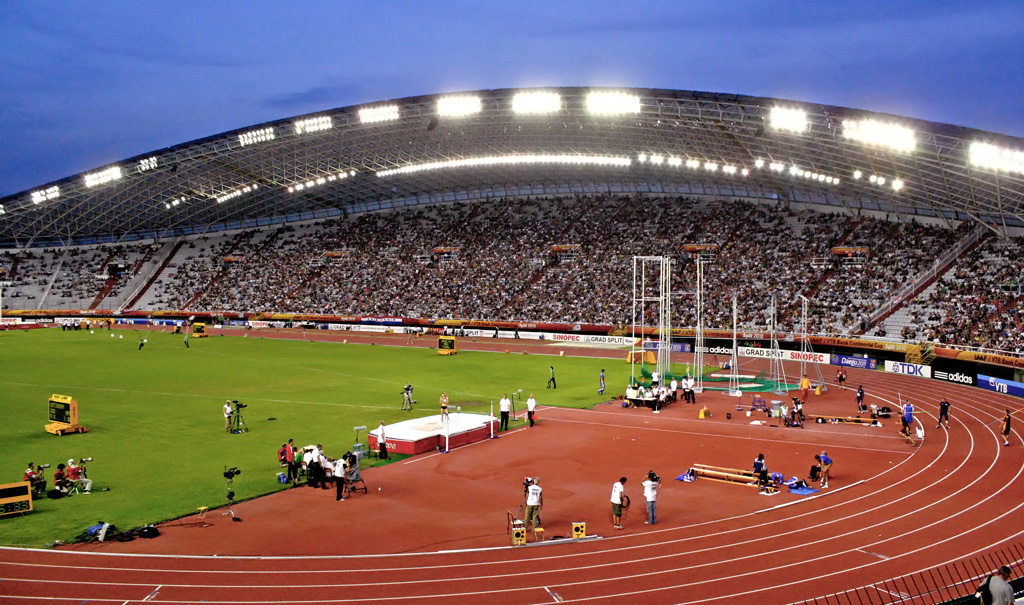
Das Stadion Poljud von Split im Jahr 2010

Der 10.000-Meter-Lauf der Männer bei den Leichtathletik-Europameisterschaften 1990 wurde am 27. August 1990 im Stadion Poljud in Split ausgetragen.
Mit Gold und Bronze errangen die italienischen Langstreckenläufer in diesem Wettbewerb zwei Medaillen. Europameister wurde der EM-Dritte von 1986 und Olympiazweite von 1988 Salvatore Antibo, der fünf Tage später auch über 5000 Meter siegte. Der Norweger Are Nakkim kam auf den zweiten Platz. Bronze ging an den Titelverteidiger Stefano Mei.

## Bestehende Rekorde
| Weltrekord           | 27:08,23 min | Arturo Barrios  | Berlin, BR Deutschland    | 18. Juni 1989   |
| Europarekord         | 27:13,81 min | Fernando Mamede | Stockholm, Schweden       | 2. Juni 1984    |
| Meisterschaftsrekord | 27:30,99 min | Martti Vainio   | EM Prag, Tschechoslowakei | 29. August 1978 |

Der seit 1978 bestehende EM-Rekord wurde auch bei diesen Europameisterschaften nicht erreicht. Mit seiner Siegerzeit von 27:41,27 min blieb der italienische Europameister Salvatore Antibo, 10,28 s über dem Rekord. Zum Europarekord fehlten ihm 27,46 s, zum Weltrekord 33,04 s.

## Durchführung
Wie auf der längsten Bahndistanz üblich gab es keine Vorrunde, alle 25 Teilnehmer starteten in einem gemeinsamen Finale.

## Finale

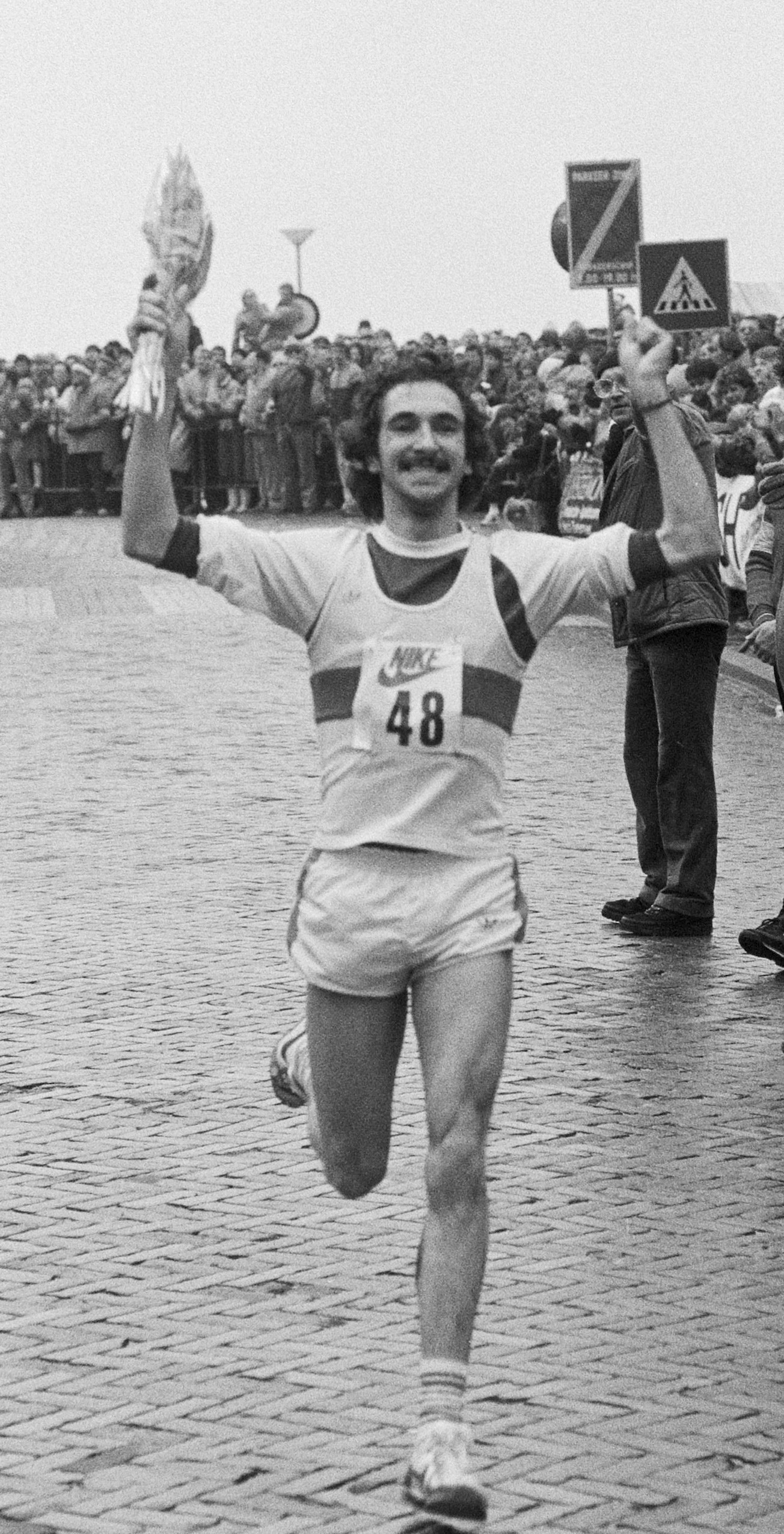
Marti ten Kate kam auf den achten Platz

27. August 1990
| Platz | Name                  | Nation         | Zeit (min) |
| ----- | --------------------- | -------------- | ---------- |
| 1     | Salvatore Antibo      | Italien        | 27:41,27   |
| 2     | Are Nakkim            | Norwegen       | 28:04,04   |
| 3     | Stefano Mei           | Italien        | 28:04,46   |
| 4     | Antonio Prieto        | Spanien        | 28:05.36   |
| 5     | Richard Nerurkar      | Großbritannien | 28:07,81   |
| 6     | José Manuel Albentosa | Spanien        | 28:11,00   |
| 7     | Ezequiel Canário      | Portugal       | 28:11,95   |
| 8     | Marti ten Kate        | Niederlande    | 28:12,53   |
| 9     | Zoltán Káldy          | Ungarn         | 28:13,71   |
| 10    | Alejandro Gómez       | Spanien        | 28:16,06   |
| 11    | Dietmar Millonig      | Österreich     | 28:16,95   |
| 12    | John Halvorsen        | Norwegen       | 28:17,40   |
| 13    | Jean-Louis Prianon    | Frankreich     | 28:21,71   |
| 14    | António Pinto         | Portugal       | 28:26,68   |
| 15    | Spyros Andriopoulos   | Griechenland   | 28:28,95   |
| 16    | Giuseppe Miccoli      | Italien        | 28:29,57   |
| 17    | Paul Arpin            | Frankreich     | 28:38,67   |
| 18    | Colin Moore           | Großbritannien | 28:59,90   |
| 19    | Harri Hänninen        | Finnland       | 29:07,63   |
| 20    | Raf Wijns             | Belgien        | 29:09,74   |
| 21    | Alexander Burzew      | Sowjetunion    | 29:16.26   |
| 22    | Carsten Eich          | DDR            | 30:21,03   |
| DNF   | Ewgeni Ignatow        | Bulgarien      |            |
| DNF   | Thierry Pantel        | Frankreich     |            |
| DNF   | Sławomir Majusiak     | Polen          |            |

## Videolinks
- 2751 European Track & Field 1990 10000m Men, www.youtube.com, abgerufen am 21. Dezember 2022
- Men's 10,000m European Champs in Split 1990, www.youtube.com, abgerufen am 21. Dezember 2022